# Punga (fiume)
La Punga (in russo Пунга?) è un fiume della Russia siberiana occidentale, affluente di sinistra della Malaja Sos'va (bacino idrografico dell'Ob'). Scorre nel rajon Berëzovskij del Circondario autonomo dei Chanty-Mansi.
Nasce e scorre nel bassopiano della Siberia occidentale con direzione prevalentemente nord-orientale in una zona pianeggiante e paludosa in un corso per lo più parallelo a quello della Malaja Sos'va nella quale sfocia. Il periodo di gelo si protrae, mediamente, da ottobre a fine aprile-maggio. Nel corso inferiore del fiume si trova il villaggio di Svetlyj.